# الخرسانية
الخرسانية هي أرض صغيرة في المنطقة الشرقية  تبعد عن مدينة الجبيل حوالي 30 كم، تعد من المواقع الأثرية القديمة والصناعية حديثًا.

## الصناعة
اكتشف فيها حقل نفط كبير الحجم فأسست شركة أرامكو السعودية 6 معامل للنفط و6 معامل للغاز. وتنتج معامل النفط ما يقارب 500 ألف برميل يوميًا في حين معامل الغاز تنتج مايقارب 2.4 مليار قدم مكعب قياسي يوميًا و 327 ألف برميل من الغاز المسال والمكثفات و 3600 طن متري من الكبريت المصهور.
بدأ العمل على المشروع في سنة 2005م وتم الافتتاح الأولي سنة 2007م وشغلت جميع المعامل رسميًا عام 2009م. ومن ثم تم توسيع المعمل بإضافة الغاز البحري (كرّان) وانتهت التوسعة في سنة 2012م. وتم اكتشاف عدة حقول قريبة منها وهي: الفاضلي، وأبو حدرية، ومنيفة. وتتبع معامل الزيت لإدارة إنتاج النفط في منيفة في حين معامل الغاز تتبع منطقة أعمال الغاز الشمالية NAGO في أرامكو السعودية.

## الآثار
عُثر في موقع الخرسانية على كأس يعود لحضارة العبيد (4700ق.م) والتي نشأت معالمها في المنطقة الشرقية إلى ما قبل 5000 قبل الميلاد. وقد تم عرض الكأس المكتشف في معرض "روائع آثار المملكة عبر العصور".